# Hammerschmiede Neue Welt

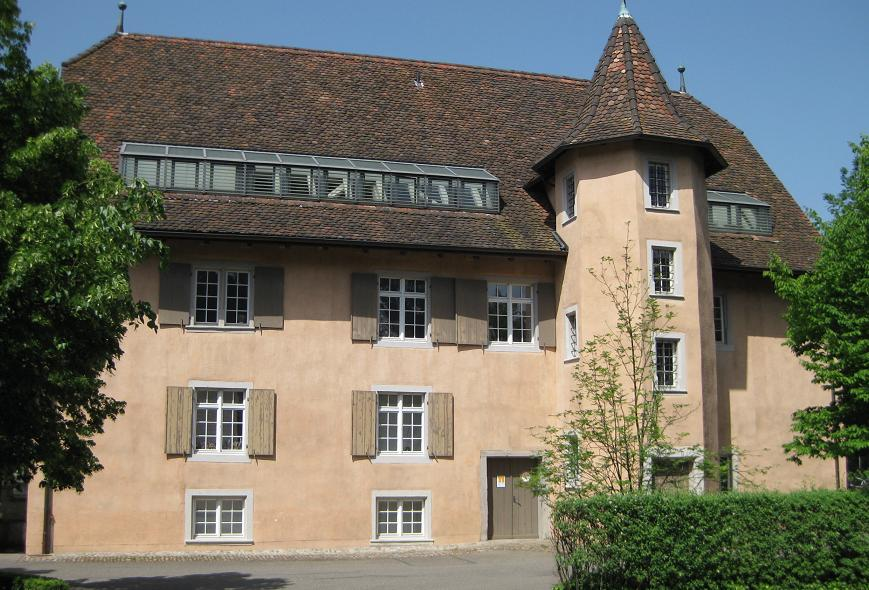
Hammerschmiede, Neue Welt

Die Hammerschmiede steht im Ortsteil «Neue Welt» von Münchenstein (im Gebiet Birseck), (Basel-Landschaft) in der Schweiz. 

## Lage

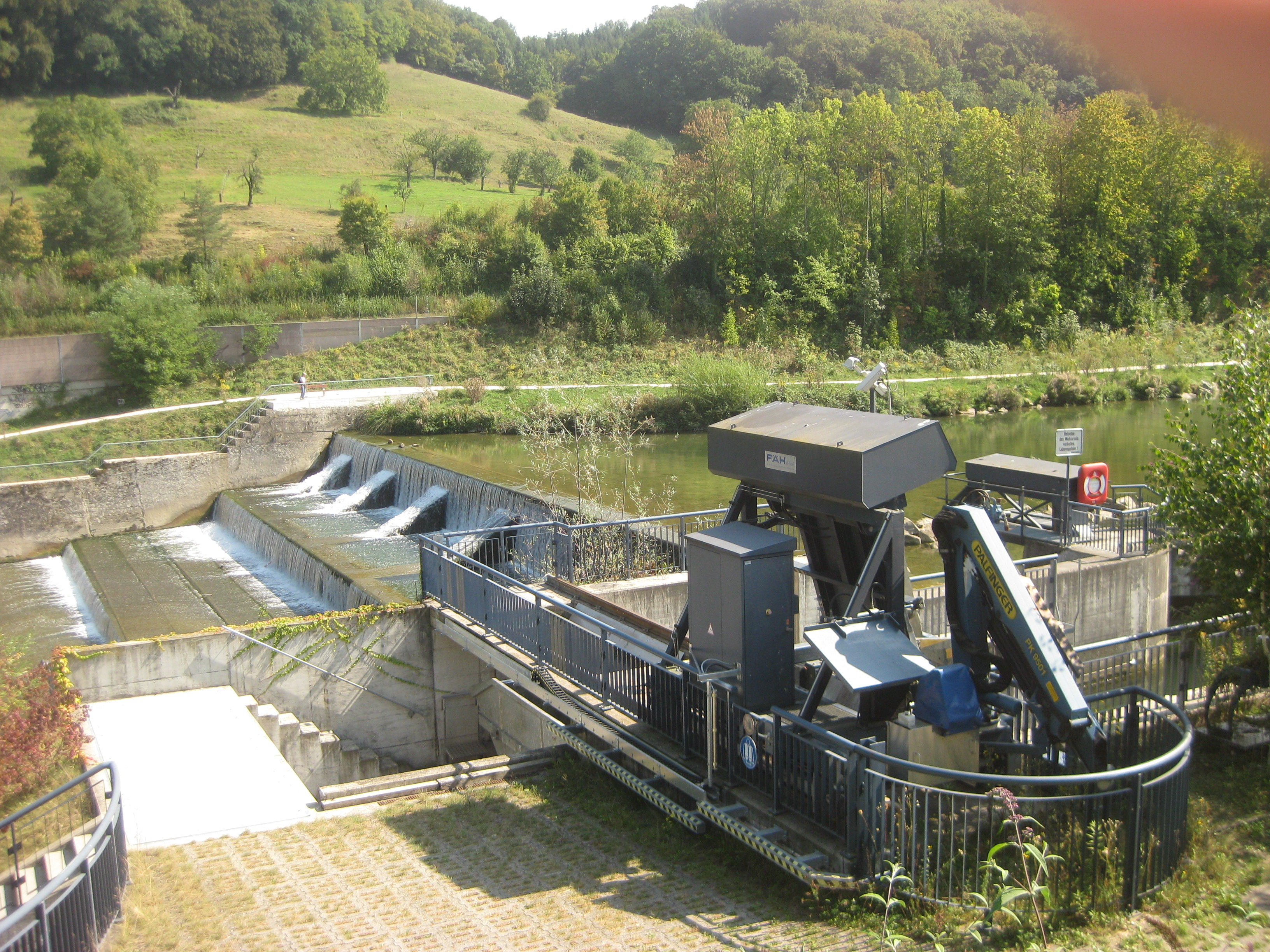
Birswasserfall und, im Vordergrund, der Kleinkraftwerk

Als «Neue Welt» wurde geographisch das Gebiet bezeichnet, das mit dem Beginn der Industrieansiedlung am obersten Teil des St. Alban-Teiches entstand. Der St. Alban-Teich ist der erste der heute noch erhaltenen Gewerbekanäle in Basel und geht auf das 12. Jahrhundert zurück. Er wurde vom Basler Kloster St. Alban künstlich angelegt und in den Jahren 1624/25 nach Münchenstein, durch die Brüglinger Ebene, flussaufwärts bis an den Birswasserfall verlängert. 
Von hier wird das Wasser aus der Birs in den Teich abgeleitet. Wichtige neue Anlagen, die damals entstanden, waren die Walke bei St. Jakob an der Birs und die Hammerschmiede in der «Neue Welt». 
Erst zu Beginn des 20. Jahrhunderts kam die grosse Wende: die Wassernutzung ging als Folge der Elektrifizierung zurück. Heute steht, auch deswegen, an dieser Stelle ein Kleinkraftwerk (Wasserkraftwerk).
Die Hammerschmiede ist das älteste Bauwerk am Teichkanal und wurde 1660 von Ludwig Krug errichtet. Die Hammerschmiede liegt auf dem linken Ufer des Kanals und bildete den Kern einer Industrieanlage, die zum Teil heute noch besteht.

## Geschichte

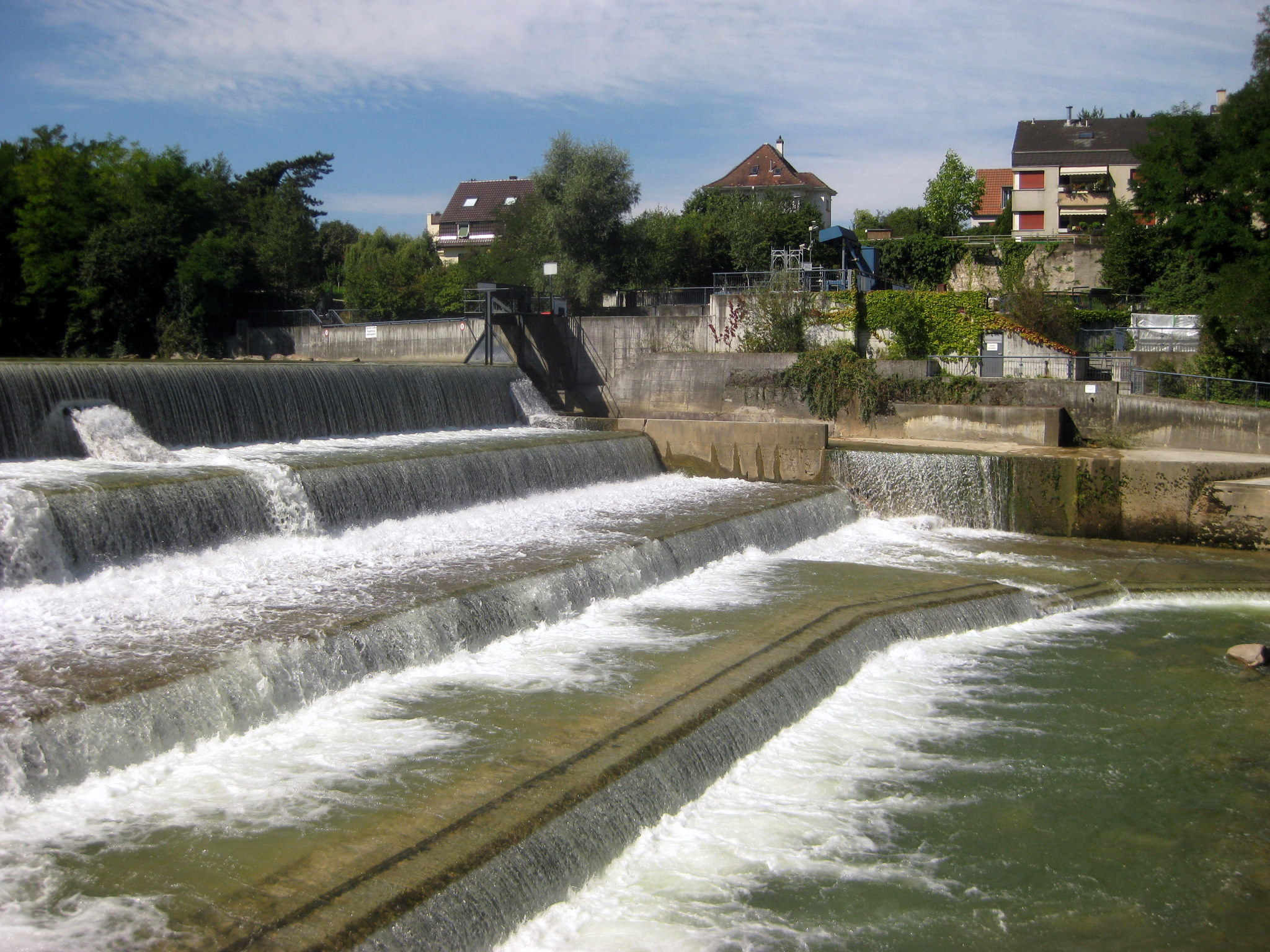
Birswasserfall, Blick von Norden zum Kleinkraftwerk

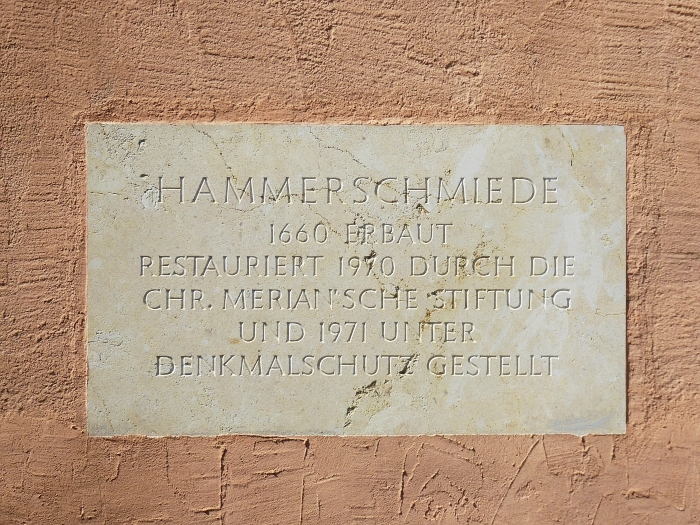
Informationstafel

Der Basler Eisenhändler Ludwig Krug hatte sich auf dem rechten Teichufer einen Kupferschmied und auf dem linken Ufer die Hammerschmiede mit einem Drahtzug erbauen lassen. Auf diese Weise konnte die Wasserenergie des Teiches voll ausgenützt werden.
Um 1789 erwarb Balthasar Stähelin das Gebäude mit dem Drahtzug, der es in eine Textilfabrik, samt Wohnungen, umbauen liess. Es entstanden zu dem eine Seidenzwirnerei und eine Bleicherei, eine Magazine, weitere Wohnungen sowie Stallungen und Scheunen. Die Anlage auf dem anderen Ufer erfuhr eine grössere Entwicklung, als Felix Sarasin (1771–1839) im Jahre 1821 dort eine Fabrik als Baumwollspinnerei einrichten liess. Die Villa Ehinger erstand ursprünglich in Verbindung mit der ehemaligen Hammerschmiede, als Wohnsitz für Ludwig August Sarasin (1804–31), Sohn des Felix. 
Christoph Merian, Besitzer des Hofgutes Brüglingen, erwarb die Hammerschmiede mitsamt dem Lande auf dem linken Teichufer von der Firma Balthasar des Benedict Stähelin im Jahre 1834. Der Basler Hammerschmied Johann Jakob Büchler erhielt die Hammerschmiede zu einem niederen Zins. Merian wollte es als Schmiede für die Herstellung und Reparatur landwirtschaftlicher Geräte verwenden. Merian starb im Jahr 1858, und nach dem Tod seiner Witwe Margaretha am 3. Mai 1886 ging der Besitz an die Merian’sche Stiftung über. 
Die Hammerschmiede ging 1866 pachtweise an die Firma Felix Sarasin & Heusler über. 1905 wurde die Hammerschmiede von der Merian’sche Stiftung (später Christoph Merian Stiftung benannt) verkauft und im Jahre 1966 wieder zurückgekauft.

## Architektur

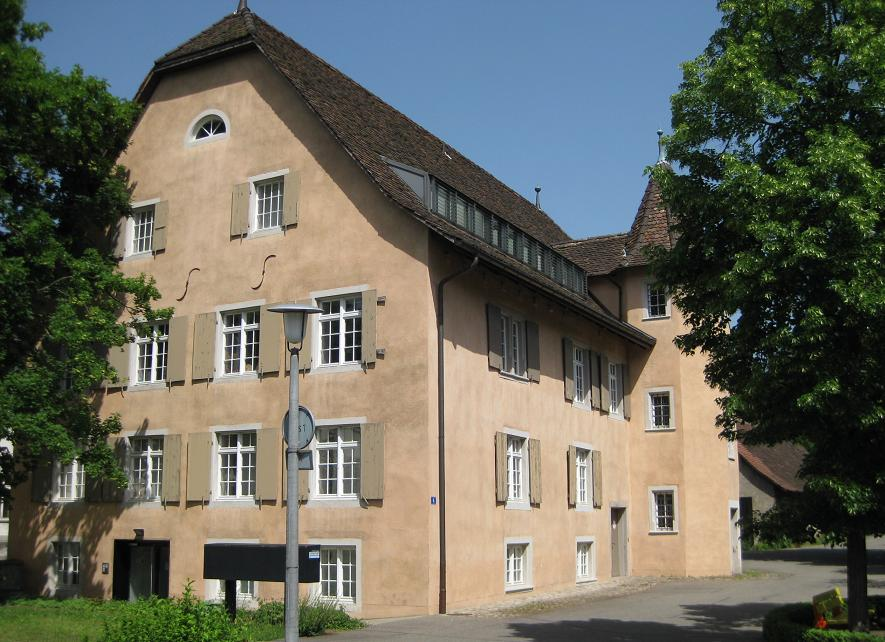
Hammerschmiede Neue Welt, renoviert 1979, links den Eingang zu den Wohnungen

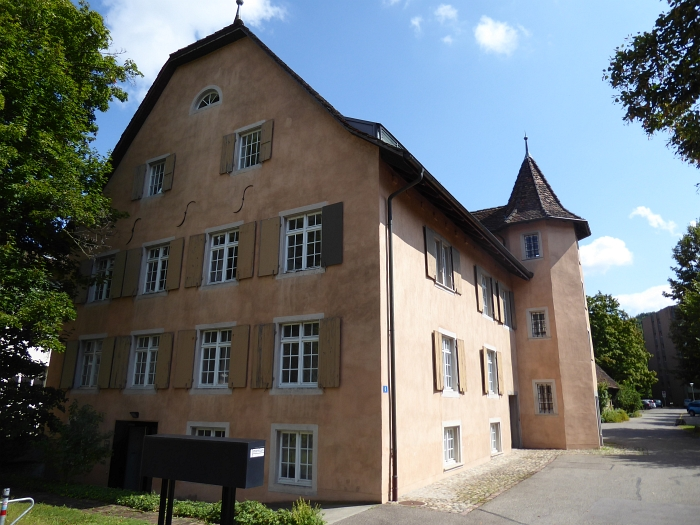
Hammerschmiede

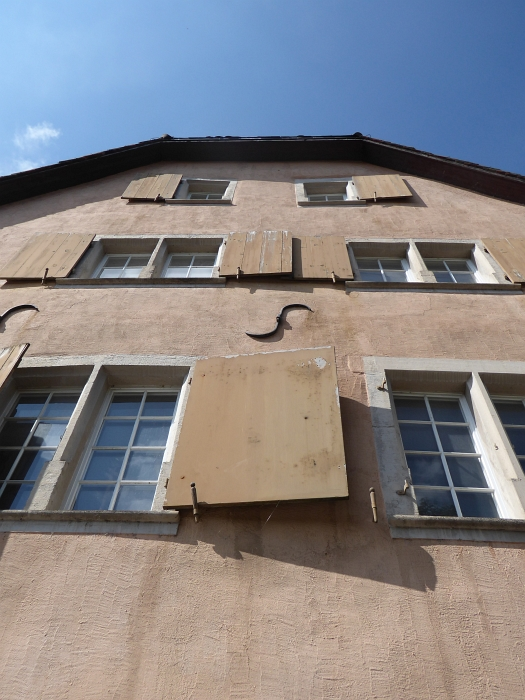
Fassade der Hammerschmiede

Das stattliche Gebäude ist gedeckt durch ein hohes und mächtiges Satteldach mit knappen Krüppelwalmen. 
Ebenso Architektonisch interessant sind die Fenster. Die Fenster sind in den beiden Geschossen, sowie an den vier Fassaden unregelmässig, aber rhythmisch angeordnet. Sie sind zum Teil zweiteiligen mit gotischen Kehlprofilen und zum Teil hochrechteckig. Sie stammen aus dem späten 18. Jahrhundert. Auf der Teichseite sind zahlreiche Öffnungen des ehemaligen Betriebes noch sichtbar. Das Erdgeschoss blieb verhältnismässig geschlossen.
Als bezeichnendes Merkmal erhebt sich auf der Süd-Westlichen Fassade ein polygonaler Treppenturm mit schmalen, ebenfalls gotisch profilierten Fenstern. Im Treppenturm ist eine steinerne Wendeltreppe mit hohler Spindel. Die einzelnen Stücke der Spindel mit der Trittstufe bestehen aus einem einzigen Stück Stein. Durch die technisch gewagte Konstruktion entsteht in die Mitte ein Hohlraum, der die Treppe spiralförmig verlaufen lässt und sie besser begehbar macht. Es ist eines der wenigen Beispiele dieser Bauart aus dem 17. Jahrhundert.

## Gegenwart
Im Jahre 1969/70 wurde die Hammerschmiede von der Christoph Merian Stiftung (CMS) vorbildlicher Weise restauriert. Durch die letzte Restaurierung ist das Bauwerk in seiner historischen Bedeutung wieder aufgewertet worden. Der Eingang zu den Wohnungen befindet sich auf der Westlichen Seite. Im Jahre 1971 wurde die Hammerschmiede im Neuen Welt unter Denkmalschutz gestellt.